# Torrione martiniano
Le Torrione martiniano  fait partie de l'ancienne forteresse située dans la commune de Cagli, province de Pesaro et d'Urbino dans les Marches,.
La forteresse de Cagli (Rocca di Cagli) fut construite au XVe siècle par Francesco di Giorgio Martini à la demande du duc d'Urbin Guidobaldo Ier de Montefeltro.

## Historique

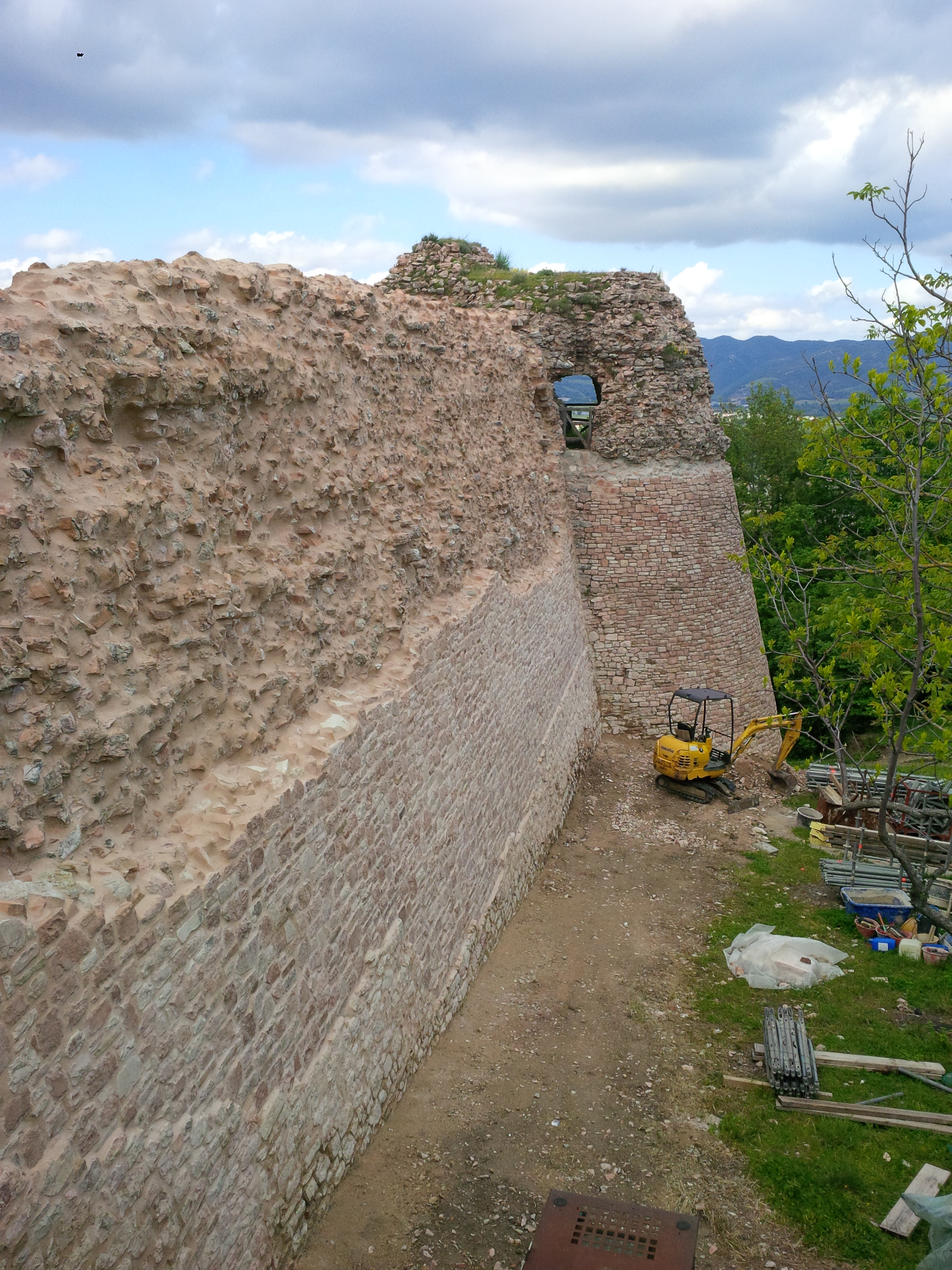
Un mur d'enceinte restauré

La tour-donjon faisait partie de l'imposant système défensif conçu par l'architecte siennois Francesco di Giorgio Martini à la demande de Guidobaldo Ier de Montefeltro. La forteresse était en position élevée et insérée dans les murailles de la ville et la tour-donjon était reliée à l'ensemble par un passage souterrain.
La forteresse fut conquise en juin 1502 par César Borgia. Elle fut partiellement démantelée avant une seconde invasion du duché d'Urbin par Borgia lui-même. Il en reste quelques vestiges dont une restauration a été effectuée ces dernières années.

## Description

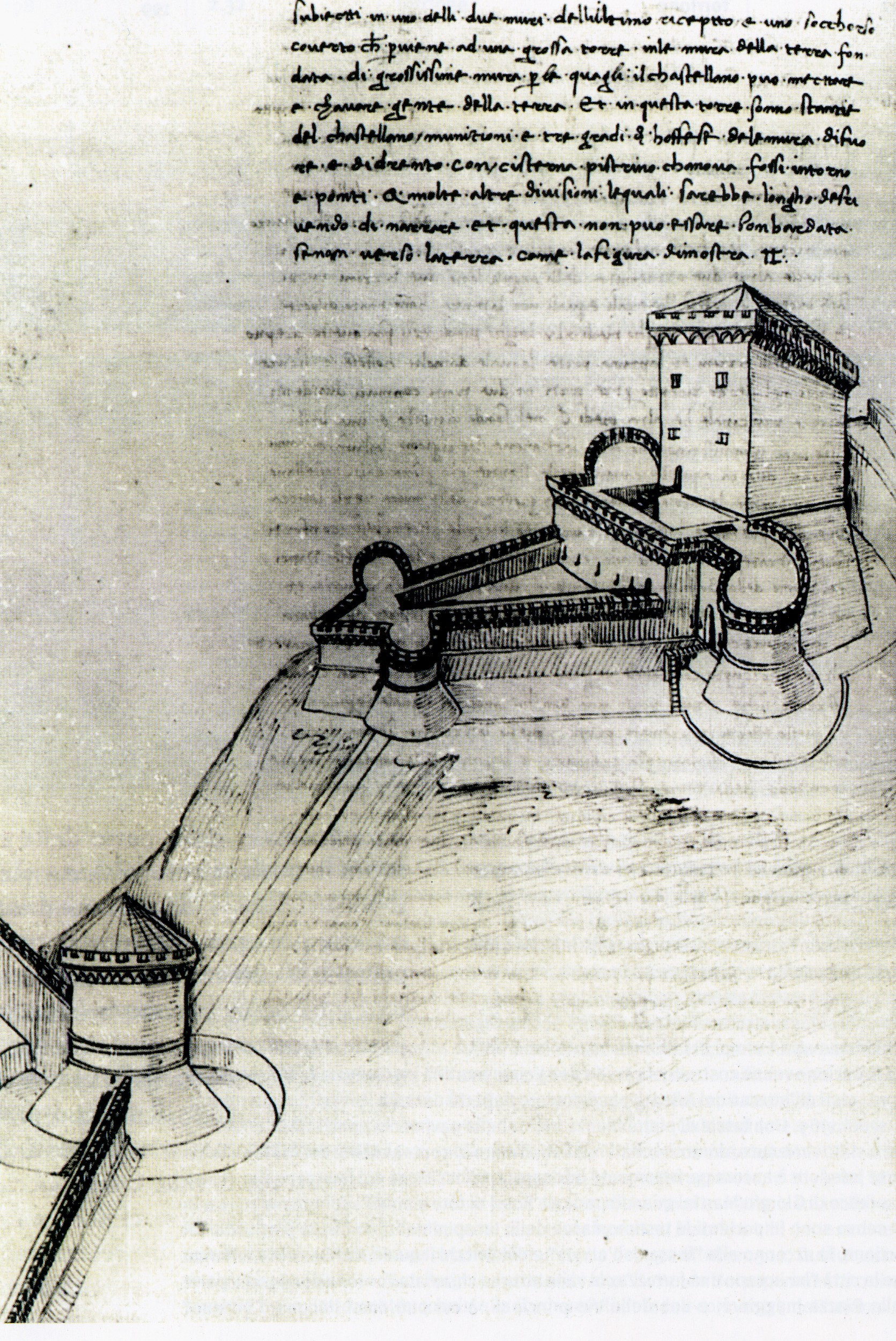
Dessin représentant la forteresse et la tour tiré du codex Magliabechiano de Francesco di Giorgio Martini, BNCF.

La tour-donjon constituait l'annexe fortifiée de la forteresse. C'est le seul élément existant du système de fortification qui est resté intact. Elle se développe sur cinq étages reliés par des escaliers en colimaçon menant à sa galerie couverte dans laquelle on trouve des éléments de défense mâchicoulis et meurtrières pour faire face à l'utilisation récente des armes à feu.
Dans le « Traité d'architecture civile et militaire », la forteresse de Cagli est présentée par Francesco di Giorgio en premier et avec une grande richesse de détails parmi les six répertoriées, ce qui a conduit à l'hypothèse d'une certaine satisfaction de la part de l'auteur.

## Musée
Le Torrione, siège du Centre de Sculpture Contemporaine, accueille des sculptures de : Roberto Almagno, Giovanna Bolognini, Pietro Coletta, Marco Gastini, Giuliano Giuliani, Paolo Icaro, Jannis Kounellis, Luigi Mainolfi, Eliseo Mattiacci, Nunzio Di Stefano, Hidetoschi Nagasawa, Giulio Paolini, Ernesto Porcari, Salvatore Scarpitta, Adrian Tranquilli, Giovanni Termini, Giuseppe Uncini, Gilberto Zorio.

## Galerie

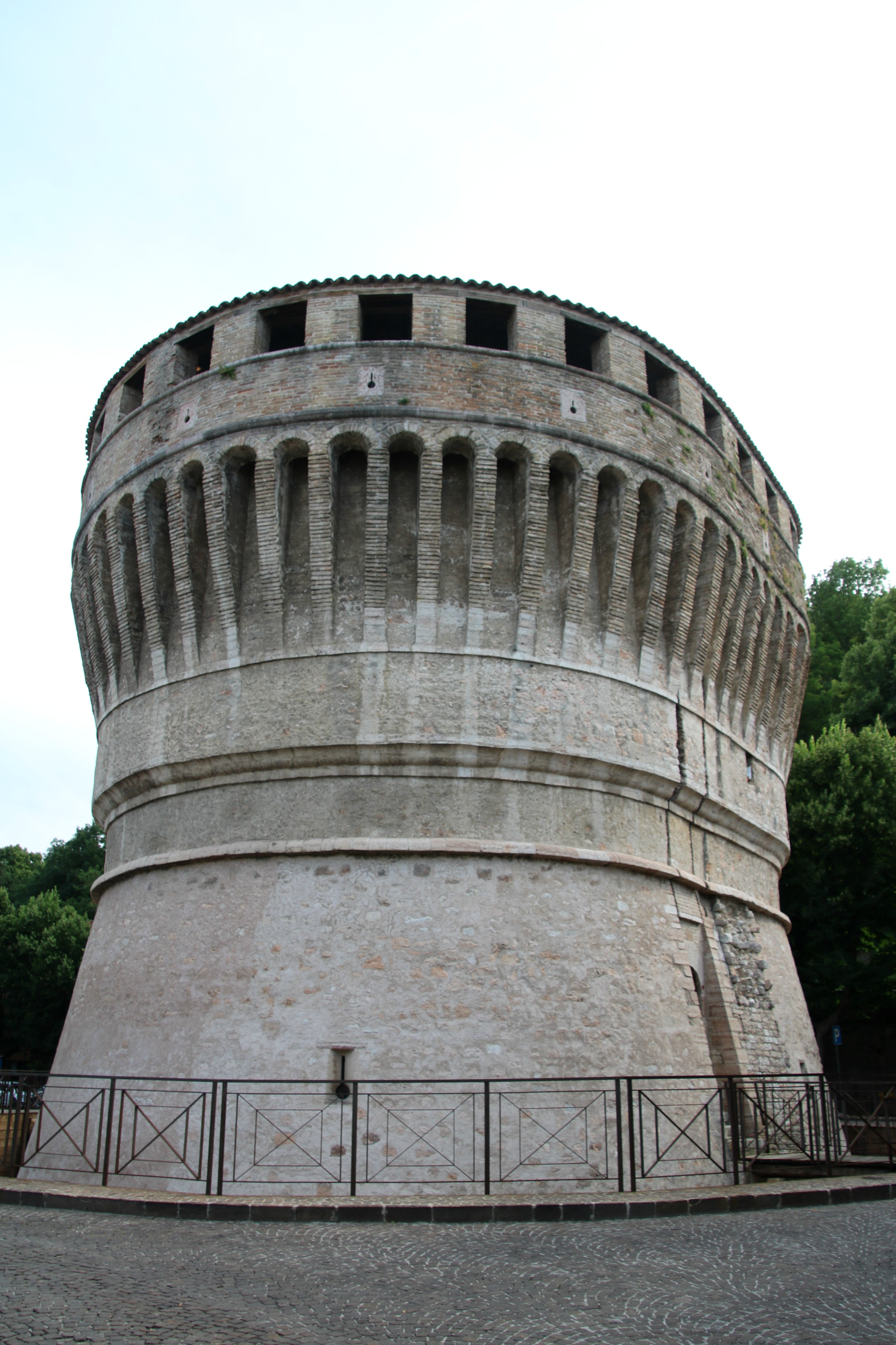
Le Torrione.
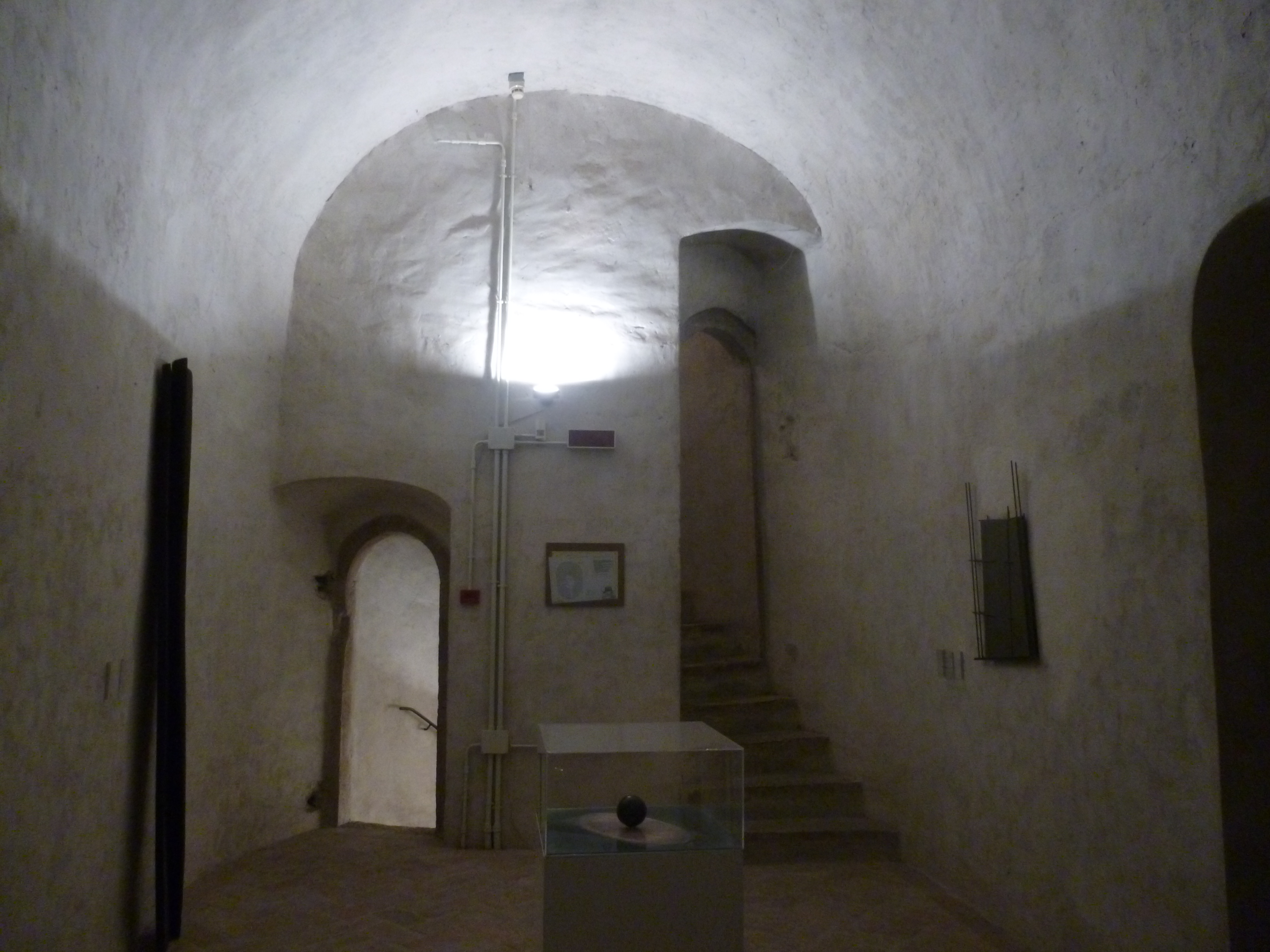
Une salle de la tour.
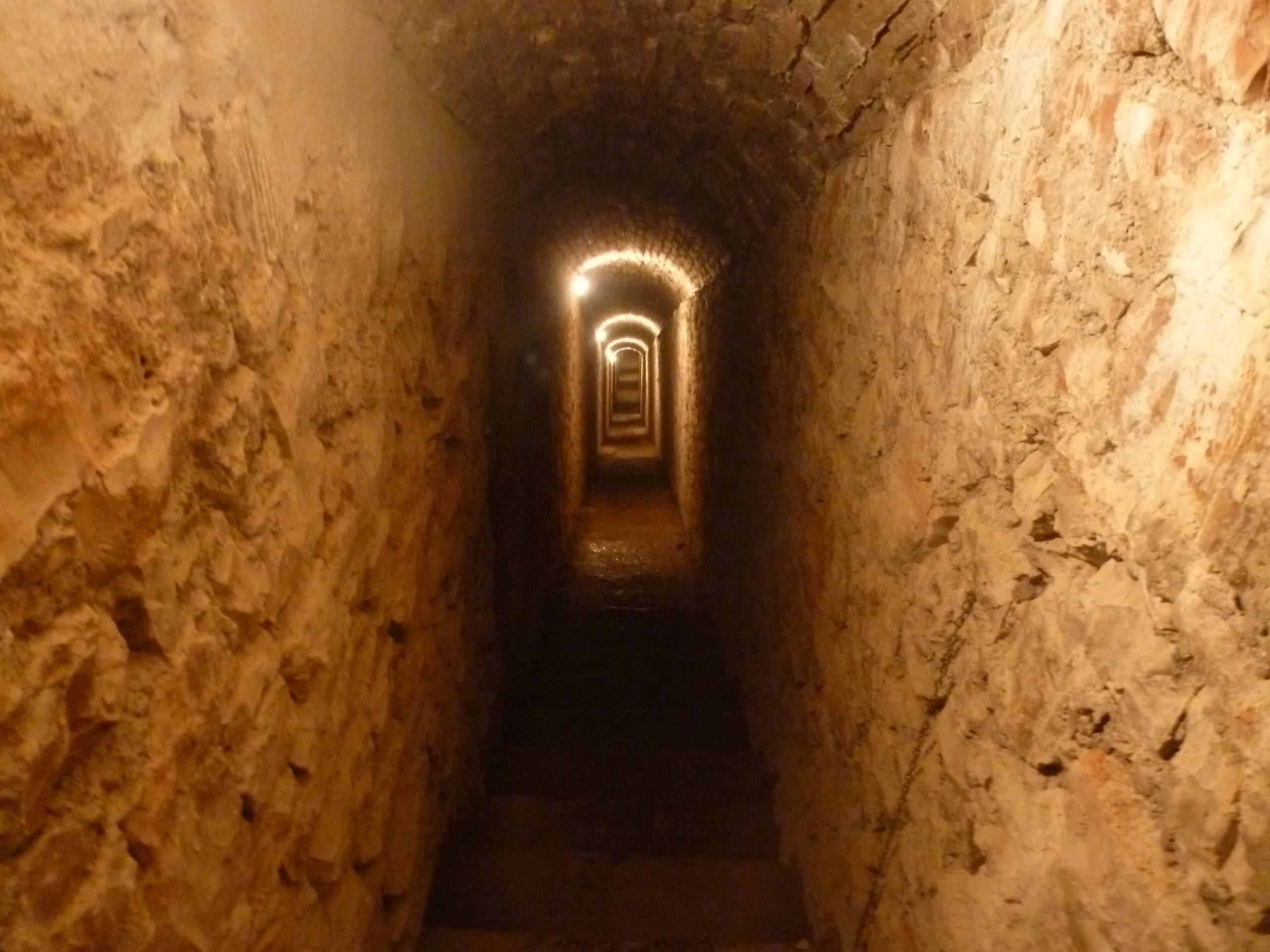
Le passage souterrain.
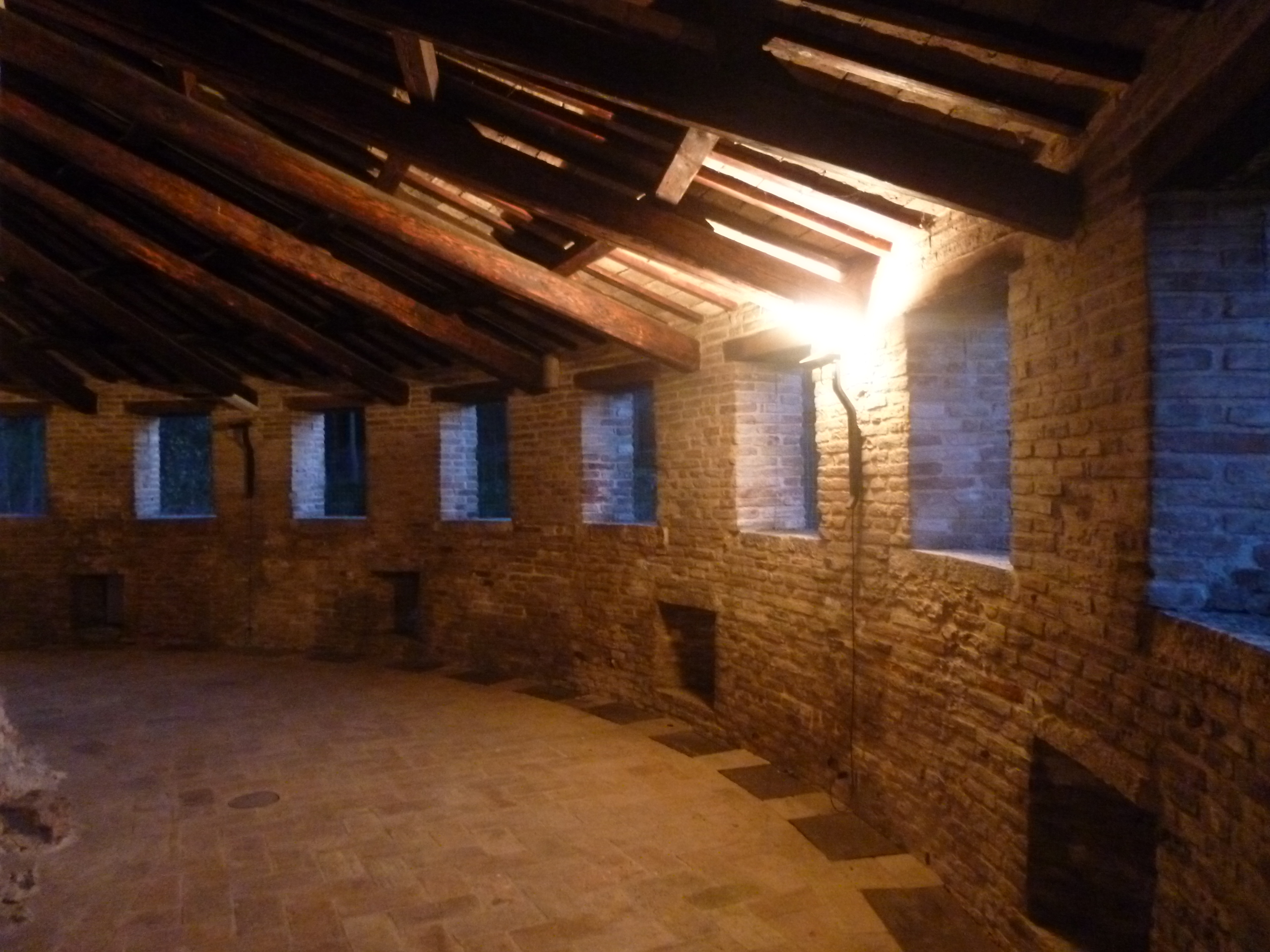
La galerie couverte.